# Polystichum whiteleggii
Polystichum whiteleggii är en träjonväxtart som beskrevs av Watts. Polystichum whiteleggii ingår i släktet Polystichum och familjen Dryopteridaceae. Inga underarter finns listade.